# Anfión Muñoz
Anfión Muñoz Muñoz (Chillán, 1850-1920) fue un abogado y político chileno.

## Familia y estudios
Hijo de Francisco Muñoz y Clorinda Muñoz. 
Realizó sus estudios en el Liceo de Chillán, luego en el Instituto Nacional de Santiago y posteriormente en la Universidad de Chile, donde juró como abogado el 10 de junio de 1875.
Se casó en Concepción, el 24 de abril de 1875, con Isabel Lamas Benavente.

## Carrera política
Fue militante del Partido Radical.
Se desempeñó como secretario de la Intendencia de Biobío en 1875. Posteriormente fue designado intendente de las provincias de Valdivia (1881-1884); Talca (1884-1886); Tarapacá (19 de febrero de 1886-13 de septiembre de 1887); y Coquimbo (1887-1889). Ese año asumió como inspector general de Colonización.
En diciembre de 1890 fue nombrado ministro de Hacienda por el presidente José Manuel Balmaceda, pero se negó a asumir, siendo reemplazado por el ministro suplente Ismael Pérez Montt. Ejerció como ministro de Industrias y Obras Públicas desde el 1 de junio de 1904 hasta el 30 de octubre de 1904, bajo la administración de Germán Riesco.
Fue diputado por Antofagasta, Taltal y Tocopilla para el período 1897 a 1900. Integró la Comisión de Elecciones, Calificadora de Peticiones. En 1900 fue reelegido como diputado, esta vez representando a Temuco e Imperial para el período 1900 a 1903. Integró la Comisión de Educación y Beneficencia y la de Policía Interior.